# Kenny Wayne Shepherd
Kenny Wayne Shepherd (* jako Kenny Wayne Brobst; 12. června 1977, Shreveport, Louisiana, USA) je americký blues-rockový kytarista a zpěvák. Proslavil se také jako kytarista při turné G3.

## Diskografie

### Studiová alba
- 1995: Ledbetter Heights
- 1997: Trouble Is...
- 1999: Live On
- 2004: The Place You're In
- 2007: 10 Days Out: Blues from the Backroads
- 2011: How I Go
- 2014: Goin' Home
- 2017: Lay It On Down
- 2019: The Traveler

### Koncertní alba
- 2010: Live! in Chicago